# اتحاد عين البيضاء
الاتحاد الرياضي لمدينة عين البيضاء، ويعرف إختصاراً باسم اتحاد عين البيضاء هو نادي جزائري تأسس سنة 1943م بمدينة عين البيضاء في ولاية أم البواقي.
ألوان النادي هي الأبيض والأسود ويعرف الفريق باسم الحراكتة.
شارك النادي سابقاً في الدرجة الأولى الجزائرية وحقق نتائج إيجابية ابرزها في موسم (1996/1995) عندما تأهل حينها إلى المسابقات الأفريقية وشارك فيها مسجلاً إنجازاً تاريخياً لم يسبق له تحقيقه منذ أن تأسس النادي سنة 1943م.